# Bernardine (film met Pat Boone)
Bernardine is een Amerikaanse tiener-musicalfilm uit 1957 in CinemaScope onder regie van Henry Levin. De film, met in de hoofdrol Pat Boone in zijn filmdebuut, is gebaseerd op het gelijknamig toneelstuk uit 1952 van Mary Chase.

## Verhaal
Arthur "Beau" Beaumont en Sanford "Fofo Bidnut" Wilson zijn twee vrienden op de middelbare school die in hun vrije tijd doorbrengen in hun zogeheten 'Shamrock Club', alwaar ze hun passie voor speedboten en een fictief droommeisje genaamd Bernardine delen. Tijdens een van de bijeenkomsten belooft Sanford dat hij een afspraakje zal regelen met een jongedame om mee te nemen naar een concert van Jack Costanzo. Onder druk van zijn vrienden belt hij daarop een telefoonoperator en vraagt haar mee uit. 
Aan de andere kant van de lijn is de goedgelovige Jean Cantrick, die na enig volharding van Sanford een afspraakje accepteert. Wanneer Sanford beweert zijn 'Bernardine' te hebben gevonden, kan Beau hem niet geloven tot hij hen samen spot. Beau besluit daarop om Jean uit te nodigen voor een speedbootrace waaraan hij deelneemt. Ondertussen is Sanfords moeder Ruth tot de ontdekking gekomen dat hij zijn schooldiploma niet zal halen, tenzij hij in de laatste examenweek naar wens zal presteren. Ruth denkt dat mannelijk gezag veel positieve invloed zal hebben op haar zoon en overweegt een huwelijksaanzoek van haar bewonderaar J. Fullerton Weld. Sanford is fel tegen dit huwelijk en belooft zijn moeder dat hij hard zal studeren voor zijn examens, mits zij het huwelijksaanzoek afslaat.
Sanford vertelt aan Beau dat hij voordat hij begint met studeren Jean nog eenmaal op een afspraakje wil vragen. Beau probeert zijn vriend te helpen door de stoere sportauto van zijn oudere broer Langley aan te bieden, die op dat moment buiten de stad is. Langley komt echter vroegtijdig terug en legt beslag op de auto, waarop Sanford zijn plannen om indruk te maken op Jean uiteen ziet spatten. Hij neemt haar als alternatief mee picknicken en probeert overhaast avances te maken. Jean is hier niet van gediend en stormt weg. Onderweg terug naar huis wordt ze opgepikt door Langley, die indruk op haar weet te maken. Diezelfde avond smeekt Sanford haar om vergiffenis, waarop ze hem nog een kans geeft.
Omdat hij vreest dat tijdens het studeren voor zijn examens Jean een andere man zal vinden, vraagt hij Langley om haar te vergezellen, niet wetende dat het tweetal verliefd op elkaar is geworden. Hij slaagt voor zijn examens en voelt zich bedrogen wanneer zijn moeder aankondigt haar relatie met Fullerton niet te zullen verbreken. Ondertussen heeft Langley aangekondigd te zullen trouwen met Jean. Sanford is teleurgesteld in de samenloop van omstandigheden en besluit zich bij het leger te melden. Maanden later keert hij terug naar huis voor een bezoek aan zijn moeder en pakt zijn vriendschap met Beau weer op.

## Rolverdeling
| Acteur          | Personage                    |
| --------------- | ---------------------------- |
| Pat Boone       | Arthur "Beau" Beaumont       |
| Terry Moore     | Jean Cantrick                |
| Janet Gaynor    | Mrs. Ruth Wilson             |
| Dean Jagger     | J. Fullerton Weld            |
| Dick Sargent    | Sanford "Fofo Bidnut" Wilson |
| James Drury     | Lt. Langley Beaumont         |
| Ronnie Burns    | Griner                       |
| Walter Abel     | Mr. Beaumont                 |
| Natalie Schafer | Mrs. Madge Beaumont          |
| Isabel Jewell   | Mrs. McDuff                  |

## Productie
Filmproducent Buddy Adler van 20th Century Fox kocht de rechten van het toneelstuk in december 1955, met de plannen om Robert Wagner te casten in de hoofdrol. In maart 1956 werd Hope Lange aangesteld in de vrouwelijke hoofdrol. Later werd de film echter toegekend aan Pat Boone, destijds een van de succesvolste muzikanten van de Verenigde Staten die met Bernardine zijn filmdebuut maakte. De studio werkte gelijktijdig aan het filmdebuut van muzikant Elvis Presley, maar had meer vertrouwen in de acteerkunsten van Boone en kende deze film daarom een groter budget toe. Actrice Terry Moore werd de keuze voorgelegd: een rol in Bernardine, of in Presley's filmdebuut Love Me Tender (1956); Moore koos voor Bernardine.
Actrice Janet Gaynor maakte met deze rol haar eerste film in 19 jaar. Het was haar laatste filmrol. De draaiperiode was februari-maart 1957. De studio was zo tevreden met de acteerprestaties van Boone, dat hij zes weken na het voltooien van de film al in zijn volgende rol werd geplaatst.

## Ontvangst
De film werd na de release een commercieel succes in de Verenigde Staten en bemachtigde uiteindelijk een plek in de top 20 best verdienende films van 1957.
De recensent van De Waarheid schreef dat het "een leuk verhaal [is] geworden, met echt geestige opmerkingen en situaties". De criticus van De Telegraaf schreef dat de film "zo doordrenkt is van Amerikaanse 'teenagers'-mentaliteit, dat hij de oudere generatie onmiddellijk van de aangename verrassing wil getuigen".